# Paramesus obtusifrons
Paramesus obtusifrons är en insektsart som beskrevs av Carl Stål 1853. Paramesus obtusifrons ingår i släktet Paramesus och familjen dvärgstritar. Arten är reproducerande i Sverige. Inga underarter finns listade i Catalogue of Life.